# Найгірша людина в світі
«Найгірша людина у світі» (норв. Verdens verste menneske) — норвезький художній фільм режисера Йоакіма Трієра. Прем'єра картини відбулася на Каннському кінофестивалі у липні 2021 року.

## Сюжет
Героїня фільму — 30-річна жінка, яка переживає життєву кризу. Вона розлучається зі своїм бойфрендом — відомим письменником, і вступає в нові відносини з молодим хлопцем, якого зустріла на вечірці.

## В ролях
| Актор                | Роль        |
| -------------------- | ----------- |
| Ренате Реінсве       | Джулі       |
| Андерс Даніельсен Лі | Аксель      |
| Герберт Нордрум      | Ейвінд      |
| Ганс Олав Бреннер    | Оле Магнус  |
| Хелен Бьорнебі       | Каріанна    |
| Відар Сандем         | Пер Харальд |
| Марія Грація Ді Мео  | Сунніва     |

## Виробництво та прем'єра
Фільм вперше показаний на кінофестивалі в Каннах у липні 2021 року в рамках основної програми.

## Сприйняття
Критики відзначають, що чергова картина Трієра вийшла помітно легшою, грайливою та смішною, що робить її перспективною з комерційної думки.
На платформі Rotten Tomatoes фільм отримав 96% позитивних відгуків від 252 кінокритиків з середньою оцінкою 9 бала з 10.
Фільм був номінантом на премію «Оскар» у категоріях Найкращий іноземний художній фільм та Найкращий оригінальний сценарій.

## Нагороди
| Рік  | Нагорода                                | Категорія                                   | Отримувач                                                      | Результат   |
| ---- | --------------------------------------- | ------------------------------------------- | -------------------------------------------------------------- | ----------- |
| 2021 | Каннський кінофестиваль                 | Золота пальмова гілка                       | Йоакім Трієр                                                   | Номінація   |
| 2021 | Каннський кінофестиваль                 | Найкраща жіноча роль                        | Ренате Реінсве                                                 | Перемога    |
| 2021 | Готем                                   | Найкращий міжнародний фільм                 | «Найгірша людина у світі»                                      | Номінація   |
| 2021 | Національна рада кінокритиків США       | П'ять найкращих фільмів іноземною мовою     | «Найгірша людина у світі»                                      | Перемога    |
| 2021 | Спільнота кінокритиків Нью-Йорка        | Найкращий фільм іноземною мовою             | «Найгірша людина у світі»                                      | Перемога    |
| 2021 | Європейський кіноприз                   | Найкращий сценарист                         | Йоакім Трієр                                                   | Номінація   |
| 2021 | Європейський кіноприз                   | Найкраща акторка                            | Ренате Реінсве                                                 | Номінація   |
| 2021 | Асоціація кінокритиків Чикаго           | Найкращий фільм іноземною мовою             | «Найгірша людина у світі»                                      | Номінація   |
| 2021 | Асоціація кінокритиків Лос-Анджелеса    | Найкраща акторка                            | Ренате Реінсве                                                 | Друге місце |
| 2022 | Національна спілка кінокритиків США     | Найкраща акторка                            | Ренате Реінсве                                                 | Друге місце |
| 2022 | Національна спілка кінокритиків США     | Найкращий актор другого плану               | Андерс Даніельсен Лі                                           | Перемога    |
| 2022 | Союз кінокритиків Бельгії               | Гран-прі                                    | «Найгірша людина у світі»                                      | Перемога    |
| 2022 | Премія Лондонського гуртка кінокритиків | Найкраща акторка року                       | Ренате Реінсве                                                 | Номінація   |
| 2022 | Премія Лондонського гуртка кінокритиків | Найкращий фільм іноземною мовою року        | «Найгірша людина у світі»                                      | Номінація   |
| 2022 | Сезар                                   | Найкращий фільм іноземною мовою             | «Найгірша людина у світі»                                      | Номінація   |
| 2022 | Кінопремія «Вибір критиків»             | Найкращий фільм іноземною мовою             | «Найгірша людина у світі»                                      | Номінація   |
| 2022 | БАФТА                                   | Найкраща жіноча роль                        | Ренате Реінсве                                                 | Номінація   |
| 2022 | БАФТА                                   | Найкращий неангломовний фільм               | «Найгірша людина у світі»                                      | Номінація   |
| 2022 | Оскар                                   | Найкращий оригінальний сценарій             | Йоакім Трієр і Ескіл Фогт                                      | Номінація   |
| 2022 | Оскар                                   | Найкращий міжнародний повнометражний фільм  | Норвегія                                                       | Номінація   |
| 2022 | Супутник                                | Найкращий фільм іноземною мовою             | «Найгірша людина у світі»                                      | Номінація   |
| 2022 | Супутник                                | Найкраща акторка драми, мюзиклу або комедії | Ренате Реінсве                                                 | Номінація   |
| 2022 | Аманда                                  | Народна «Аманда»                            | «Найгірша людина у світі»                                      | Перемога    |
| 2022 | Аманда                                  | Найкращий норвезький фільм                  | «Найгірша людина у світі»                                      | Перемога    |
| 2022 | Аманда                                  | Найкращий режисер                           | Йоакім Трієр                                                   | Номінація   |
| 2022 | Аманда                                  | Найкраща акторка                            | Ренате Реінсве                                                 | Перемога    |
| 2022 | Аманда                                  | Найкраща чоловіча роль другого плану        | Андерс Даніельсен Лі                                           | Перемога    |
| 2022 | Аманда                                  | Найкраща чоловіча роль другого плану        | Герберт Нордрум                                                | Номінація   |
| 2022 | Аманда                                  | Найкращий сценарій                          | Йоакім Трієр і Ескіл Фогт                                      | Перемога    |
| 2022 | Аманда                                  | Найкраще звукове оформлення                 | Гісле Твейто                                                   | Номінація   |
| 2022 | Аманда                                  | Найкращий оригінальний саундтрек            | Ола Флеттум                                                    | Перемога    |
| 2022 | Аманда                                  | Найкращий монтаж                            | Олів'є Бугге Кутте                                             | Номінація   |
| 2022 | Аманда                                  | Найкраще художнє оформлення                 | Роджер Розенберг                                               | Номінація   |
| 2022 | Аманда                                  | Найкращі візуальні ефекти                   | Еспен Сіберг і Кай Кіоніг Бортне                               | Номінація   |
| 2022 | Премія британського незалежного кіно    | Найкращий іноземний незалежний фільм        | Йоакім Трієр, Ескіл Фогт, Андреа Беренцен Оттмар, Томас Робзам | Перемога    |
| 2023 | Гоя                                     | Найкращий європейський фільм                | «Найгірша людина у світі»                                      | Перемога    |